# Micaela Cardoso
Micaela Cardoso (nascida em 9 de Março de 1974) é uma actriz portuguesa. 
Frequentou o curso de interpretação da Academia Contemporânea do Espectáculo - Escola de Artes, na cidade do Porto.

## Filmografia

### Televisão
| Ano  | Título                           | Género          | Direcção                                |
| ---- | -------------------------------- | --------------- | --------------------------------------- |
| 2016 | Dentro                           | série           | Henrique Oliveira                       |
| 2008 | Feitiço de Amor                  | telenovela      | António Borges Correia e Telma Meira    |
| 2006 | Triângulo Jota                   | série           | Artur Ribeiro e Henrique Oliveira       |
| 2002 | Super Pai                        | série           | Jorge Cardoso e Lourenço de Mello       |
| 2001 | A Senhora das Águas              | telenovela      | António Borges Correia e Gonçalo Mourão |
| 2000 | Crianças SOS                     | série           | Lourenço de Mello                       |
| 1999 | Macau - As Duas Faces de Cláudia | série           | Ferrão Katzenstein                      |
| 1993 | Na Véspera de Natal              | telefilme       | Maurício Farias                         |
| 1993 | T- Vírus                         | episódio piloto | Ruy Otero                               |
| 1992 | A Viúva do Enforcado             | série           | Walter Avancini                         |

### Cinema
| Ano  | Título                      | Realização           |
| ---- | --------------------------- | -------------------- |
| 2016 | Rafeiro                     | Pedro Lopes          |
| 2012 | No Mar                      | Ana Rocha de Sousa   |
| 2004 | 1 Motivo                    | Nuno Tudela          |
| 2003 | Pastoral                    | José Barahona        |
| 2001 | O Rapaz do Trapézio Voador  | Fernando Matos Silva |
| 1996 | Road Movie                  | Ruy Otero            |
| 1996 | Namai (A Casa)              | Sharunas Bartas      |
| 1993 | Bloodline / Laços de Sangue | Pál Erdoss           |

## Teatro
| Ano  | Peça                                 | Autor                   | Encenação                        |
| ---- | ------------------------------------ | ----------------------- | -------------------------------- |
| 2017 | Nasci em 1974                        | Ana Luena               | Ana Luena                        |
| 2016 | O Misantropo                         | Molière                 | Nuno Cardoso                     |
| 2015 | Zerlina                              | Herman Broch            | José Roseira / Micaela Cardoso   |
| 2015 | Britânico                            | Jean Racine             | Nuno Cardoso                     |
| 2014 | Demónios                             | Lars Norén              | Nuno Cardoso                     |
| 2014 | Ajax                                 | Sóflocles               | Nuno Cardoso                     |
| 2011 | As Três Irmãs                        | Antón Tchékhov          | Nuno Cardoso                     |
| 2010 | O Dia de Todos os Pescadores         | Francisco Luís Parreira | João Cardoso                     |
| 2010 | A Gaivota                            | Antón Tchékhov          | Nuno Cardoso                     |
| 2009 | Jardim Zoológico de Cristal          | Tennesse Williams       | Nuno Cardoso                     |
| 2008 | O Olhar Diagonal das Coisas          | Ana Luísa Amaral        | João Cardoso                     |
| 2008 | Términus                             | Mark O'Rowe             | João Cardoso                     |
| 2008 | Platónov                             | Antón Tchékhov          | Nuno Cardoso                     |
| 2008 | O Mercador de Veneza                 | William Shakespeare     | Ricardo Pais                     |
| 2007 | O Produto                            | Mark Ravenhill          | João Cardoso / Rosa Quiroga      |
| 2007 | Nunca Mais                           | Fernando Moreira        | Luísa Pinto                      |
| 2007 | Menos Emergências                    | Martin Crimp            | João Cardoso                     |
| 2006 | Aceitar o Nada                       | Rui Damas               | Luísa Pinto                      |
| 2006 | Luísa Costa Gomes Suite              | Luísa Costa Gomes       | Nuno Carinhas                    |
| 2006 | Maria de Buenos Aires, Operita Tango | Astor Piazolla          | João Henriques                   |
| 2005 | UBU's                                | Alfred Jarry            | RicardoPais                      |
| 2004 | Figurantes                           | Jacinto Lucas Pires     | Ricardo Pais                     |
| 2003 | Castro                               | António Ferreira        | Ricardo Pais                     |
| 2002 | Amor, Verdade e Mentira              | Marivaux                | José Peixoto                     |
| 2002 | O Caminho Solitário                  | Arthur Schnitzler       | Rogério de Carvalho              |
| 2001 | Categoria 3.1                        | Lars Norén              | Álvaro Correia                   |
| 1999 | Mainstream                           |                         | Criação Colectiva de Pogo Teatro |
| 1998 | As Lições                            | Eugène Ionesco          | Ricardo Pais                     |
| 1998 | Noite de Reis                        | William Shakespeare     | Ricardo Pais                     |
| 1997 | A Salvação de Veneza                 | Thomas Otway            | Ricardo Pais                     |
| 1997 | Os gigantes da Montanha              | Luigi Pirandello        | Giorgio Barberio Corssetti       |
| 1996 | Handicap                             | Pogo Teatro             | Ruy Otero                        |
| 1996 | Balada a Mr. Brandy                  | Pogo Teatro             | Ruy Otero                        |
| 1996 | A Tragicomédia de D. Duardos         | Gil Vicente             | Ricardo Pais                     |
| 1996 | O grande Teatro do Mundo             | Calderón de la Barca    | Nuno Carrinhas                   |
| 1995 | Lips on Lab                          | Pogo Teatro             | Ruy Otero                        |
| 1995 | O Paraíso                            | Alberto Moravia         | Rogério de Carvalho              |
| 1994 | Trilhos                              | Teatro O Bando          | João Brites                      |

## Prémios
- Nomeação para Prémio SPA Melhor Actriz de Teatro pela sua prestação na peça "Demónios"
- Prémio de Melhor Atriz (2002) no VI Festival Luso-Brasileiro de Santa Maria da Feira, pela longa-metragem "O Rapaz do Trapézio Voador"
- Em 1998 é distinguida com o Prémio Revelação Ribeiro da Fonte pelas suas prestações nas peças "As Lições" e "Noite de Reis"